# Mauro Macchi
Pour les articles homonymes, voir Macchi.
Mauro Macchi (Milan, 2 juillet 1818 - Rome, 24 décembre 1880) est un journaliste et un homme politique italien.

## Biographie
Il a été député du royaume d'Italie durant les VIIIe, IXe, Xe, XIe, XIIe et XIIIe législatures.